# Federazione italiana cineforum
La Federazione italiana cineforum, in acronimo FIC, è stata fondata nel 1956. Riunisce attualmente circa 80 cineforum e cineclub in tutta Italia.

## Storia
Inizialmente vicina alla cultura cattolica, a partire dagli anni sessanta si sposta progressivamente su posizioni di sinistra. I cambiamenti sociali del 1968 causano una scissione nella Federazione. La maggioranza dei circoli resta nella Federazione, orientata sempre più a sinistra, vicina prima ai Cristiani per il Socialismo e poi a gruppi extraparlamentari, mentre una minoranza fuoriesce per fondare il Cineforum Italiano (CINIT), con posizioni più moderate. 
Dal 1961 pubblica la rivista Cineforum.